# 刘一平
刘一平（1919年—），男，安徽临泉人，中国军事人物、政治人物，曾任安徽省政协副主席，民革安徽省委副主委、主委，民革中央委员，第六、七届全国政协委员。